# マリーゴールド・スーパーフライ級王座
マリーゴールド・スーパーフライ級王座（Marigold Super Fly Championship）は、マリーゴールドが管理・認定している王座。

## 概要
旗揚げを前にした2024年5月16日、マリーゴールドのロッシー小川代表は団体最高峰のマリーゴールド・ワールド王座、アントニオ猪木が獲得した王座にあやかったマリーゴールド・ユナイテッド・ナショナル王座、タッグ王座にあたるマリーゴールド・ツインスター王座、そして55kg以下の軽量級を対象としたマリーゴールド・スーパーフライ級王座の新設を発表。
旗揚げから2度目の後楽園ホール大会が行われた6月11日、第3試合のタッグマッチで翔月なつみをフォールした松井珠紗が新設のスーパーフライ級王座獲得に名乗りを上げ、これに翔月も呼応し、初代王座決定トーナメントが開催されることになった。13日にはベルトのデザインが公開された。
6月15日、KBSホールでトーナメント1回戦が行われ、松井珠紗と翔月なつみが勝ち上がり決勝進出。7月13日に両国国技館で行われた初代王座決定戦は翔月が松井をフォールし初代王者となった。
10月7日のビクトリア弓月との初防衛戦以降、タイトルマッチ当日に公開計量を行うことが慣例となっている。

## 初代王座決定トーナメント
|  | 1回戦              | 1回戦    |   |  | 決勝 | 決勝 |
|  |                    |          |   |  |      |      |
|  |                    |          |   |  |      |      |
|  | 翔月なつみ         | ○        |   |  |      |      |
|  | ゼイダ・スティール | ×        |   |  |      |      |
|  |                    |          |   |  |      |      |
|  | 翔月なつみ         | ○        |   |  |      |      |
|  |                    | 松井珠紗 | × |  |      |      |
|  |                    |          |   |  |      |      |
|  | 松井珠紗           | ○        |   |  |      |      |
|  | マイラ・グレース   | ×        |   |  |      |      |

## 歴代王者
| 歴代  | 王者           | 戴冠回数 | 防衛回数 | 獲得日         | 獲得場所 備考（対戦相手） |
| ----- | -------------- | -------- | -------- | -------------- | ------------------------- |
| 初代  | 翔月なつみ     | 1        | 4        | 2024年07月13日 | 両国国技館 （松井珠紗）   |
| 第2代 | ビクトリア弓月 | 1        | 3        | 2025年01月03日 | 大田区総合体育館          |
| 第3代 | 岩谷麻優       | 1        | 2        | 2025年05月24日 | 代々木第二体育館          |